# Alick Drummond Buchanan-Smith
Alick Drummond Buchanan-Smith baron Balerno of Currie, britanski general, * 9. oktober 1898, † 28. julij 1984.